# 태양은 가득히 (2014년 드라마)
《태양은 가득히》는 2014년 2월 17일부터 2014년 4월 8일까지 방송된 KBS 제2TV의 월화 미니시리즈이다.
이 작품은 자사 수목 미니시리즈 비밀에서 남녀 주인공 역할만 바뀐 설정이라는 지적을 받았으며, 진부한 복수극과 미흡한 완성도 등의 이유로 4월 1일 방송분은 시청률 2.2%을 기록하기도 했다.

## 줄거리
태국에서 다이아몬드를 둘러싸고 일어난 총기 난사 사건으로 인해 아버지는 물론, 인생을 창졸간에 앗아간 남자와 사랑하는 약혼자를 잃은 여자의 지독한 인연을 그린 작품.

## 등장 인물

### 주요 인물
- 윤계상 : 정세로 / 이은수 역
- 한지혜 : 한영원 역
- 조진웅 : 박강재 역
- 김유리 : 서재인 역

### 그 외 인물
- 김영철 : 한태오 역
- 김영옥 : 홍순옥 역
- 송종호 : 공우진 역
- 전미선 : 백난주 역
- 김선경 : 민 실장 역
- 손호준 : 한영준 역
- 이대연 : 정도준 역
- 정원중 : 신필도 역
- 이재원 : 홍 역
- 우현 : 하마 역
- 김윤성 : 차표 역
- 안지현 : 강한나 역
- 이상훈 : 안 비서 역
- 송영규 : 강학수 역
- 조이현 : 두나 역
- 정동규
- 장준호
- 조승희
- 정현석
- 이정성
- 이창
- 서병덕
- 원현준
- 홍은택 : 박민재 역

## 시청률
최저 시청률과 최고 시청률은 시청률 조사회사와 지역별로 시청률에 차이가 있을 수 있습니다.
| 2014년      | 2014년      | 2014년         | 2014년       | 2014년         | 2014년       |
| 회차        | 방송일      | TNmS 시청률    | TNmS 시청률  | AGB 시청률     | AGB 시청률   |
| 회차        | 방송일      | 대한민국(전국) | 서울(수도권) | 대한민국(전국) | 서울(수도권) |
| ----------- | ----------- | -------------- | ------------ | -------------- | ------------ |
| 제1회       | 2월 17일    | 4.0%           | 4.3%         | 3.7%           | 3.8%         |
| 제2회       | 2월 17일    | 5.3%           | 5.5%         | 5.1%           | 5.9%         |
| 제3회       | 2월 24일    | 3.5%           | 4.1%         | 3.8%           | 4.6%         |
| 제4회       | 2월 25일    | 4.5%           | 4.6%         | 5.2%           | 6.1%         |
| 제5회       | 3월 3일     | 3.7%           | 4.5%         | 3.3%           | 3.6%         |
| 제6회       | 3월 4일     | 4.2%           | 4.8%         | 3.6%           | 3.9%         |
| 제7회       | 3월 10일    | 3.0%           | 3.5%         | 2.6%           | 2.7%         |
| 제8회       | 3월 11일    | 3.6%           | 4.0%         | 3.0%           | 3.3%         |
| 제9회       | 3월 17일    | 3.1%           | 4.0%         | 3.0%           | 3.6%         |
| 제10회      | 3월 18일    | 3.6%           | 4.6%         | 3.5%           | 4.1%         |
| 제11회      | 3월 24일    | 3.0%           | 3.1%         | 3.0%           | 3.1%         |
| 제12회      | 3월 25일    | 2.6%           | 3.4%         | 2.5%           | 3.1%         |
| 제13회      | 3월 31일    | 1.9%           | 2.5%         | 2.3%           | 2.7%         |
| 제14회      | 4월 1일     | 2.0%           | 3.0%         | 2.2%           | 2.3%         |
| 제15회      | 4월 7일     | 2.7%           | 3.5%         | 2.6%           | 3.3%         |
| 제16회      | 4월 8일     | 2.8%           | 3.5%         | 2.7%           | 2.6%         |
| 평균 시청률 | 평균 시청률 | 3.3%           | 3.9%         | 3.3%           | 3.7%         |

## 결방 사유 및 연속 방송
- 2014년 2월 17일 : 밤 10시부터 2회 연속방송 (1회, 2회)
- 2014년 2월 18일 : 2014년 동계 올림픽 중계방송으로 인해 결방

## 수상 경력
- 2014년 제3회 《에이판 스타 어워즈》여자 베스트드레서상 김유리

## 경쟁 프로그램
- 기황후 (MBC, 2013년 10월 28일 ~ 2014년 4월 29일)
- 따뜻한 말 한마디 (SBS, 2013년 12월 2일 ~ 2014년 2월 24일)
- 신의 선물 - 14일 (SBS, 2014년 3월 3일 ~ 2014년 4월 22일)